# Méréville (Essonne)
|  | Per a altres significats, vegeu «Cantó de Méréville». |

Méréville és un municipi francès al cantó d'Étampes, del districte d'Étampes i de la Comunitat d'aglomeració de l'Étampois Sud-Essonne, al departament de l'Essonne i a la regió de Illa de França. L'any 2007 tenia 3.173 habitants.

## Demografia

### Població
El 2007 la població de fet de Méréville era de 3.173 persones. Hi havia 1.222 famílies, de les quals 288 eren unipersonals (128 homes vivint sols i 160 dones vivint soles), 415 parelles sense fills, 423 parelles amb fills i 96 famílies monoparentals amb fills.
La població ha evolucionat segons el següent gràfic:
Habitants censats

### Habitatges
El 2007 hi havia 1.425 habitatges, 1.244 eren l'habitatge principal de la família, 76 eren segones residències i 105 estaven desocupats. 1.265 eren cases i 155 eren apartaments. Dels 1.244 habitatges principals, 994 estaven ocupats pels seus propietaris, 214 estaven llogats i ocupats pels llogaters i 35 estaven cedits a títol gratuït; 15 tenien una cambra, 74 en tenien dues, 207 en tenien tres, 366 en tenien quatre i 582 en tenien cinc o més. 913 habitatges disposaven pel capbaix d'una plaça de pàrquing. A 516 habitatges hi havia un automòbil i a 636 n'hi havia dos o més.

### Piràmide de població
La piràmide de població per edats i sexe el 2009 era:
| Homes | Edats   | Dones |
| ----- | ------- | ----- |
| 0     | 95 o +  | 4     |
| 8     | 90 a 94 | 12    |
| 12    | 85 a 89 | 44    |
| 12    | 80 a 84 | 36    |
| 44    | 75 a 79 | 68    |
| 52    | 70 a 74 | 60    |
| 68    | 65 a 69 | 72    |
| 68    | 60 a 64 | 92    |
| 72    | 55 a 59 | 84    |
| 140   | 50 a 54 | 96    |
| 132   | 45 a 49 | 120   |
| 108   | 40 a 44 | 128   |
| 120   | 35 a 39 | 112   |
| 84    | 30 a 34 | 104   |
| 100   | 25 a 29 | 96    |
| 96    | 20 a 24 | 72    |
| 104   | 15 a 19 | 84    |
| 116   | 10 a 14 | 108   |
| 112   | 5 a 9   | 84    |
| 80    | 0 a 4   | 88    |

## Economia
El 2007 la població en edat de treballar era de 2.081 persones, 1.571 eren actives i 510 eren inactives. De les 1.571 persones actives 1.462 estaven ocupades (790 homes i 672 dones) i 109 estaven aturades (42 homes i 67 dones). De les 510 persones inactives 190 estaven jubilades, 179 estaven estudiant i 141 estaven classificades com a «altres inactius».

### Ingressos
El 2009 a Méréville hi havia 1.247 unitats fiscals que integraven 3.228 persones, la mediana anual d'ingressos fiscals per persona era de 20.804 €.

### Activitats econòmiques
Dels 143 establiments que hi havia el 2007, 3 eren d'empreses alimentàries, 11 d'empreses de fabricació d'altres productes industrials, 23 d'empreses de construcció, 25 d'empreses de comerç i reparació d'automòbils, 14 d'empreses de transport, 4 d'empreses d'hostatgeria i restauració, 3 d'empreses d'informació i comunicació, 10 d'empreses financeres, 7 d'empreses immobiliàries, 22 d'empreses de serveis, 8 d'entitats de l'administració pública i 13 d'empreses classificades com a «altres activitats de serveis».
Dels 44 establiments de servei als particulars que hi havia el 2009, 1 era una gendarmeria, 1 oficina de correu, 4 oficines bancàries, 2 tallers de reparació d'automòbils i de material agrícola, 1 establiment de lloguer de cotxes, 6 paletes, 1 guixaire pintor, 5 fusteries, 2 lampisteries, 4 electricistes, 3 empreses de construcció, 5 perruqueries, 3 restaurants, 3 agències immobiliàries i 3 salons de bellesa.
Dels 8 establiments comercials que hi havia el 2009, 1 era un hipermercat, 1 un supermercat, 1 una botiga de més de 120 m², 2 fleques, 1 una peixateria, 1 una sabateria i 1 una joieria.
L'any 2000 a Méréville hi havia 31 explotacions agrícoles que ocupaven un total de 2.496 hectàrees.

## Equipaments sanitaris i escolars
L'únic equipament sanitari que hi havia el 2009 era una farmàcia.
El 2009 hi havia 1 escola maternal i 1 escola elemental. Méréville disposava d'un col·legi d'educació secundària amb 547 alumnes.

## Poblacions properes
El següent diagrama mostra les poblacions més properes.